# Deutscher Hörspielpreis der ARD
Der Deutsche Hörspielpreis der ARD (von 2006 bis 2007: ARD-Hörspielpreis) war eine von 2006 bis 2023 vergebene Auszeichnung, die von einer fünfköpfigen Jury für das beste Hörspiel verliehen wurde. Preisgekrönte Hörspiele wurden im Wettbewerbsprogramm der ARD-Hörspieltage vorgeführt.

## Statuten
Der Preis bestand aus einer Urkunde, einer Trophäe und war mit der Übernahme des prämierten Hörspiels durch die Landesrundfunkanstalten der ARD und des Deutschlandradios, seit 2015 auch des ORF und SRF verbunden. Zusätzlich war er mit 5000 Euro dotiert. Die Jury bestimmte, wer das Preisgeld erhält (Autoren, Bearbeiter, Regisseure, Schauspieler etc.), und durfte dieses auch aufteilen. Außerdem hatte sie die Möglichkeit, eine lobende Erwähnung auszusprechen. Der jeweilige Juryvorsitzende wurde von der federführenden Rundfunkanstalt berufen; er benannte die vier weiteren Jurymitglieder.

## Einstellung
2024 wurde bekanntgegeben, dass die Verleihung 2023 die letzte war. Die Einstellung wurde damit begründet, dass es innerhalb des Senderverbunds der ARD immer mehr und immer engere Kooperationen gebe. Daher sei ein Wettbewerb als Binnenkonkurrenz zwischen Landesrundfunkanstalten, Deutschlandradio sowie ORF und SRF kaum plausibel, unzeitgemäß und nach außen nicht vermittelbar. Außerdem sei ein Wettbewerb fragwürdig, bei dem der öffentlich-rechtliche Rundfunk einen durch Rundfunkbeiträge finanzierten Preis an Produktionen des öffentlich-rechtlichen Rundfunks vergebe.

## Ablauf
Für die ARD-Hörspieltage, die seit 2006 alljährlich im November im Zentrum für Kunst und Medien (ZKM) und in der Staatlichen Hochschule für Gestaltung Karlsruhe (HfG) stattfinden, nominierten die Hörspiel-Redaktionen der ARD, des Deutschlandradios, der ORF und des SRF je eine eigene Produktion. Die Stücke wurden nach dem gemeinsamen Hören von der fünfköpfigen Fachjury bewertet und anschließend von Publikum und Machern weiter diskutiert. Am Ende entschied die Jury in nichtöffentlicher Sitzung über den Preisträger. Gleichzeitig hatte das Publikum die Gelegenheit, in einem Online-Voting aus den zwölf Nominierungen seinen Favoriten per Stimmabgabe an den bereitgestellten Terminals vor Ort oder von zu Hause aus mit dem ARD-Online-Award auszuzeichnen. Dieser Preis war mit 2500 Euro dotiert.
Jurys:
- 2006, 2007: Vorsitz: Christina Weiss, Verena Auffermann, Marcel Beyer, Rudolf Frisius, Frank Olbert.
- 2008: Vorsitz: Hortensia Völckers (Kulturstiftung des Bundes), Gerda Hollunder, Theresia Walser, Jochen Hieber, Jochen Meißner.
- 2009: Vorsitz: Uwe Kammann (Adolf-Grimme-Institut), Bettina Reitz, Bettina Schulte-Böning, Jochen Hieber, Jochen Meißner.
- 2010: Vorsitz: Uwe Kammann, Özlem Sarıkaya, Renate Stinn, Jochen Hieber, Hans-Hinrich Koch.
- 2011: Vorsitz: Jochen Hieber (FAZ), Sigrid Löffler, Theresia Walser, Jens Bisky, Uwe Kammann.
- 2012, 2013: Vorsitz: Jochen Hieber, Katrin Lange, Sandra Naumann, Sigrid Löffler, Jens Bisky.
- 2014: Vorsitz: Jochen Hieber, Martina Gedeck, Bettina Reitz, Jan Linders, Frank Olbert.
- 2015: Vorsitz: Hermann Beil, Ursula Krechel, Diemut Roether, Frank Olbert, Jan Linders
- 2016: Vorsitz: Hermann Beil, Elisabeth Schweeger, Elena Zieser, Wolfgang Engler, Oliver Bukowski
- 2017: Vorsitz: Thomas Böhm, Tina Engel, Amélie Niermeyer, Ludger Brümmer, Jochen Meißner
- 2018: Vorsitz: Thomas Böhm, Bibiana Beglau, Kirsten Fuchs, Ludger Brümmer, Jochen Meißner
- 2019: Vorsitz: Jenni Zylka, Milena Fessmann, Lamya Kaddor, Jenny Schily, Maryam Zaree
- 2020: Vorsitz: Doris Dörrie, Maryam Zaree, Ulrike Kriener, Anta Helena Recke, Rafik Will
- 2021: Vorsitz: Maryam Zaree, Anna Bergmann, Leslie Malton, Ania Mauruschat, Rafik Will
- 2022: Vorsitz: Jenni Zylka, Anna Bergmann, Kerstin Grether, Bernadette La Hengst, Nathalie Singer
- 2023: Vorsitz: Jenni Zylka, Marion Brasch, Dela Dabulamanzi, Vito Pinto, Matthias Struch

## Preisträger
- 2006 Matthias Baxmann (Autor): Entweder bin ich irr oder die Welt nach Texten von Einar Schleef, SWR/WDR 2006 (auch ARD-Online-Award).
- 2007 Werner Fritsch (Autor und Regie): Enigma Emmy Göring, SWR 2006.
- 2008 Liquid Penguin Ensemble (= Katharina Bihler und Stefan Scheib: Autoren und Realisation): Gras wachsen hören. Das biolingua-Institut wird 100 Jahre alt, SR 2007 (auch ARD-Online-Award).
- 2009 Stefan Weigl (Autor), Thomas Wolfertz (Regie und Realisation): Moment, das wird Sie interessieren!, WDR 2008 (auch ARD-Online-Award).
- 2010 Thilo Reffert (Autor): Die Sicherheit einer geschlossenen Fahrgastzelle, MDR 2009 (auch ARD-Online-Award).
- 2011 Jan Georg Schütte (Autor und Regie): Altersglühen oder Speeddating für Senioren, NDR 2011.
- 2012 Hermann Bohlen (Autor und Regie): Alfred C. - Aus dem Leben eines Getreidehändlers, D-Kultur/hr 2012.
- 2013 Paul Plamper: Der Kauf, WDR/BR/DLF/Schauspiel Köln 2013.
- 2014 Helgard Haug / Daniel Wetzel (Rimini Protokoll): Qualitätskontrolle oder warum ich die Räusper-Taste nicht drücken werde!, WDR 2014.
- 2015 Ulrike Müller: Das Projekt bin ich, rbb 2014
- 2016  Robert Wilson: Tower of Babel, HR, BBC, NDR, RBB, SWR 2016
- 2017 Noam Brusilovsky: Broken German nach dem Roman von Tomer Gardi, SWR
- 2018 Magda Woitzuck: Die Schuhe der Braut, ORF
- 2019 Helgard Haug / Thilo Guschas: Chinchilla Arschloch, waswas, Komposition: Frank Böhle, Regie: Helgard Haug, WDR
- 2020 Christoph Buggert: Einsteins Zunge. Aus dem Nachlass meines Bruders, Komposition und Regie: Liquid Penguin Ensemble, SR/MDR
- 2021 Noam Brusilovsky / Ofer Waldman: Adolf Eichmann - Ein Hörprozess, Regie: Noam Brusilovsky, RBB/DLF
- 2022 Katharina Volckmer: Der Termin, Bearbeitung und Regie: Rebekka David, Übersetzung aus dem Englischen: Milena Adam Komposition: Camill Jammal, SWR
- 2023 Mara May und Jūratė Braginaitė: Vogel Igel Stachelschwein. Ein Spiel in Weimar Nord, MDR

## Beste schauspielerische Leistung
Seit 2016 wird im Rahmen der ARD Hörspieltage in der Kategorie Beste schauspielerische Leistung eine Auszeichnung an Darsteller in einer Hörspielproduktion verliehen. Diese ist mit einer Urkunde und einem Preisgeld von 3000 Euro verbunden. Der Preis wird von einer einzelnen einem einzelnen Juror bestimmt.
- 2016 Birte Schnöink und Christian Löber für die Rollen von Ida und Ivan in Draußen unter freiem Himmel - Manifest 49 von FALKNER (WDR). Jurorin: Corinna Harfouch.
- 2017 Lars Rudolph für die Rolle des Fritz Honka in Der goldene Handschuh von Heinz Strunk (NDR). Jurorin: Tina Engel
- 2018 Aljoscha Stadelmann in Alles Rumi von Christine Wunnicke, (RB). Jurorin: Bibiana Beglau
- 2019 Nicole Heesters in Die Jahre von Annie Ernaux. Lobende Erwähnung für Michael Kessler als KL in KL - Gespräch über die Unsterblichkeit von John von Düffel (RB)
- 2020 Carina Wiese in der Rolle der Steffi in Die Entgiftung des Mannes von Holger Böhme (MDR)
- 2021 Mai Duong Kieu, Dan Thy Nguyen, Stephan Grossmann, Thuy Nonnemann, Claudia Jahn, das Ensemble des Hörspiels Atlas von Thomas Köck (MDR)
- 2022 Abak Safaei-Rad in Pisten von Penda Diouf (NDR)
- 2023 Manuel Harder in Trieb. (Punkt) Krieg von Luise Voigt nach Texten von August Stramm